# Southern Railway Building
Das Southern Railway Building ist ein historisches Bürogebäude in Washington, D.C. in den Vereinigten Staaten. Es wurde in den Jahren 1928–1929 durch den lokal tätigen Architekten Waddy Butler Wood erbaut, um das administrative Hauptquartier der Southern Railway auszunehmen. Das elfstöckige Gebäude wurde im Stripped Classical Style mit Elementen des frühen Art déco entworfen und wurde gebaut mit eine Rahmen aus Stahl und Beton mit einer Fassade aus Kalkstein. Es sitzt auf einer Basis aus Granit. Das Gebäude dient von seiner Einweihung bis 1982 als Verwaltungssitz der Eisenbahngesellschaft, dann wurde das Unternehmen verschmolzen mit Norfolk and Western Railway. Das neugebildete Unternehmen Norfolk Southern Railway verlegte seinen Sitz nach Norfolk, Virginia, und das Southern Railway Building wurde in ein Bürogebäude mit mehreren Nutzern umgewandelt. 2016 wurde es sowohl im National Register of Historic Places als auch im District of Columbia Inventory of Historic Sites aufgenommen. Es ist auch ein Contributing Property im Financial Historic District.

## Architektur
Das Southern Railway Building wurde mit einem Rahmen aus Stahl und Beton konstruiert; die in Kalkstein gefasste Fassade ruht auf einem Sockel aus Granit. Das Bauwerk wurde in einer abgespeckten Version des Classical Revival entworfen, und es ist säulenartig vertikal in drei Teile gegliedert. Die unteren acht Etagen bestehen aus einer dreistöckigen Basis und einem fünfstöckigen Schaft. Oben abgeschlossen wird das Bauwerk durch ein dreistöckiges, tempelartig zurückgesetztes Kapitell. Das Gebäude hat eine Höhe von 40 m, und die in 13 Joche gegliederte Fassade erstreckt sich entlang der 15th Street über eine Länge von 66 m und liegt zum McPherson Square. An dieser Seite liegt ein dreijöchiger zurückgesetzter Eingang bestehend aus doppelten bronzenen Türen, die mit einem Rahmen aus dem gleichen Material versehen und mit der Inschrift „SOUTHERN RAILWAY“ in Großbuchstaben im Grill geschmückt sind.
Das Hauptmerkmal des Gebäudeschaftes sind die Pilaster in Kolossalordnung, die sich über die vier mittleren Etagen des Gebäudes erstrecken. Darüber dient die zusammengekniffene Reihe der Fenster im achten Stockwerk als Gesims für den dreistöckigen zurückgesetzten Aufbau darüber. Diese Sektion, die sich bis zur maximalen Bauhöhe in der Stadt von 40 m erstreckt, vermittelt ein anderes Aussehen als der Rest des Gebäudes, weil die Pilaster dorischer Ordnung entsprechen und zur Hauptseite hin von einem Paar Säulen flankiert werden und dadurch den Effekt eines auf einer Basis sitzenden Tempels erzeugen. Die elf Joche an der Südseite des Gebäudes sind ähnlich, werden aber nicht von Säulen flankiert. An dieser Seite wurden 1995 drei zentral angeordnete Türen eingefügt; diese Türen sind zwar modern, die bronzenen Rahmen und Zwickel der zuvor bestehenden Fenster wurden jedoch erhalten.
Die meisten Stockwerke des Gebäudes werden durch Büroflächen belegt. Eingänge von den Gehwegen vor dem Haus erlauben den Zugang zu den Geschäften im Erdgeschoss, während die Büroflächen durch eine Reihe von Fahrstühlen im Innern der zweigeschossigen in Marmor gefassten Lobby erreicht werden. Das Penthouse enthält die früheren Büroräume des Präsidenten der Southern Railway, in denen sich 2009 noch der ursprüngliche offene Kamin mit Kaminmantel befand.

## Geschichte

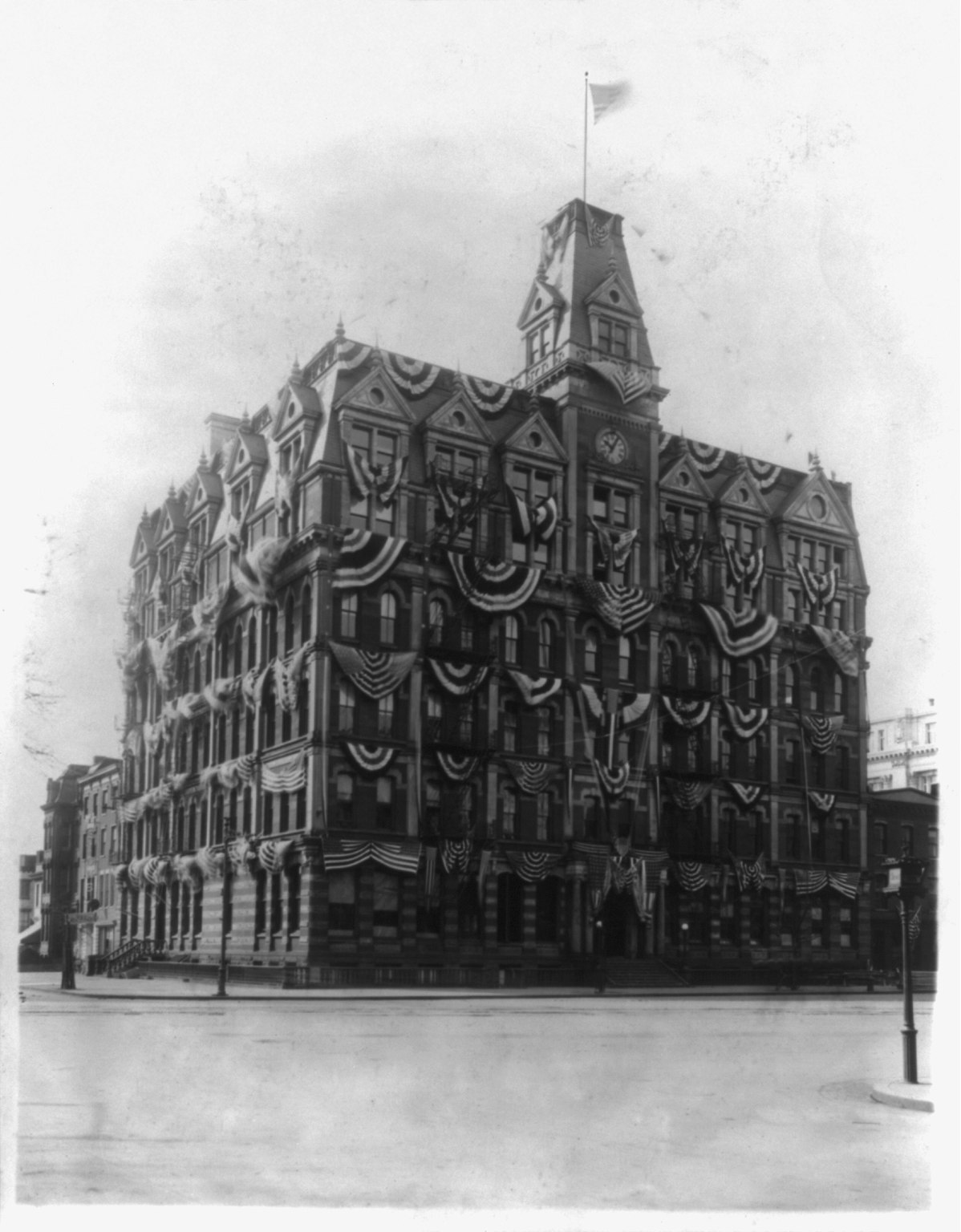
Das 1871 erbaute Vorgängergebäude der Southern Railway

Die Southern Railway wurde 1894 gegründet, als die Eisenbahnfinanciers J.P. Morgan & Co. die Reorganisation zweier um die Existenz kämpfenden Bahngesellschaften kämpften, nämlich der Richmond & Danville und der East Tennessee, Virginia, and Georgia. Das neue Unternehmen behielt als Hauptsitz das Gebäude der Richmond & Danville an der Kreuzung von 13th Street und Pennsylvania Avenue in Washington, D.C. Jenes Gebäude wurde 1871 im Stil des Second Empire gebaut und 1916 durch einen Brand zerstört, woraufhin das Unternehmen an derselben Stelle einen Neubau errichtete.
Im Jahr 1926 verabschiedete die Bundesregierung der Vereinigten den Public Buildings Act, der die Mittel freigab, um zum Zweck des Baus von Regierungsbürogebäuden Anwesen entlang der Pennsylvania Avenue anzukaufen. Im weiteren Verlauf wurde empfohlen, auch das 1916 erbaute Southern Railway Building – von einem Kongressabgeordneten als das „am schlimmsten aussehende Bauwerk an der Avenue“ bezeichnet – in das Projekt aufgenommen wurde. Southern Railway, die zu der Zeit 2200 Personen in dem Gebäude beschäftigte, dachte darüber nach, ihren Hauptsitz aus Washington, D.C. heraus zu verlegen, falls es zu dem Verkauf kommen sollte. Örtliche Kaufleute, darunter auch führende Persönlichkeiten der Chamber of Commerce und der Handelsvereinigung, arbeiteten zusammen, um das Unternehmen von einem Verbleiben in der Stadt zu überzeugen. Deswegen entschied sich Southern Railway, obwohl es 1928 zum Kauf des Gebäudes durch die Regierung kam, ihrerseits zum Kauf von elf Parzellen an der 15th und der K Street zum Preis von über $1,6 Millionen. Gleichwohl das Eisenbahnunternehmen seine Hauptverwaltung in Washington, D.C. beließ, verlegte die Southern Railway ihre Buchhaltungsabteilung nach Atlanta, Georgia, wodurch weniger als die Hälfte des vorherigen Personalbestandes in der Hauptstadt verblieb.
Das Unternehmen bemühte sich erfolgreich darum, dass das Höhenlimit des Gebäudes an der Neubaustelle von Fuß (27 m) auf 110 Fuß (34 m) angehoben wurde. Dass die obersten Etagen zurückgesetzt gebaut wurden, erlaubte nach dem Bebauungsplan der Stadt eine Gesamthöhe on 130 Fuß (40 m). Die Southern Railway beauftragte den in der Hauptstadtregion aktiven Architekten Waddy Butler Wood mit der Planung des Neubaus. Er gab an, dass sein Entwurf durch die Akropolis in Athen inspiriert gewesen zu sein. Die Grundsteinlegungszeremonie im Dezember 1928 wurde von ortsansässigen Freimaurern gehalten, und die Kelle und der Richterhammer, die dabei verwendet wurden, waren dieselben die einst George Washington verwendet hatte, als dieser den Grundstein des Kapitols der Vereinigten Staaten setzte.
Als Teil der Gebäudekonstruktion wurden dekorative Elemente verwendet, darunter ein Kaminmantel und Wandvertäfelungen, die aus dem William Aiken House in Charleston, South Carolina entfernt und in den Büros im obersten Stockwerk des Southern Railway Building eingebaut wurden. Das Unternehmen war 1899 Eigentümer des Hauses geworden, als es die South Carolina Canal and Railroad Company übernahm, deren erster Präsident William Aiken Sr. und die es als Basis ihrer Einrichtungen in Charleston verwendete. Als Southern Railway 1978 das Aiken House dem National Trust for Historic Preservation stiftete, fand die Präsentation in dem Bürogebäude der Hauptverwaltung statt. Der Präsident der Southern Railway L. Stanley Crane wies darauf hin, es sei „besonders angemessen, dass die Präsentation in dem Raum gemacht wurde, der einst Teil des Aiken House gewesen war.“
Das Gebnäude diente der Southern Railway bis 1982 als Hauptverwaltungsgebäude, dem Jahr, in dem das Unternehmen mit der aus Roanoke, Virginia stammenden und neugegründeten Norfolk Southern Railway fusionierte und sein neues Hauptquartier nach Norfolk, Virginia verlegte und die Büros in Washington, D.C. verließ. Im Jahr 1987 tat sich Norfolk Southern mit einem Immobilienentwickler zusammen, um das Southern Railway Building im Inneren umzubauen und die Fassaden zu erneuern. Die zwei Jahre dauernde, 50 Millionen US-Dollar teure Baumaßnahme erhöhte die nutzbare Bürofläche des Gebäudes um mehr als 1900 m2 Quadratmeter. Die Lobby und die Direktionsbüros in der obersten Etage des Gebäudes blieben weitgehend unberührt. Eine zweite Renovierung folgte 1995. Das Gebäude wurde 2016 sowohl in das National Register of Historic Places als auch in das District of Columbia Inventory of Historic Sites aufgenommen. 2017 wurde es zusätzlich als Contributing Property des Financial Historic Districts eingestuft. 2022 gehörte das Gebäude der Grosvenor Group und wurde im Erdgeschoss durch Einzelhandelsgeschäfte und in den anderen Etagen durch hochwertige Büroflächen genutzt.

## Belege
1. 1 2 3 4 5 6 7 8 9 10  Kim Prothro Williams: Southern Railway Building Final Nomination. (PDF; 605 KB) U.S. National Park Service, November 2009, abgerufen am 22. Mai 2024 (amerikanisches Englisch).
2. 1 2  Southern Railway Building. DC Preservation League, abgerufen am 22. Mai 2024 (amerikanisches Englisch).
3. 1 2  Kim Williams: National Register of Historic Places Registration Form – Financial Historic District (Amendment and Boundary Increase). In: National Park Service. District of Columbia Office of Planning, November 2016, abgerufen am 22. Mai 2024 (amerikanisches Englisch).
4. ↑  Southern Railway History. In: srha.net. Southern Railway Historical Association, 29. Dezember 2021, abgerufen am 22. Mai 2024 (amerikanisches Englisch).
5. ↑   A new railway building In: The Times, 14. Oktober 1900, S. 13. Abgerufen am 22. Mai 2024 (britisches Englisch).
6. ↑   Railway building damaged by fire In: The Evening Star, 24. April 1916, S. 2. Abgerufen am 22. Mai 2024 (amerikanisches Englisch).
7. ↑   $165,000,000 public buildings measure signed by Coolidge In: The Washington Post, 26. Mai 1926, S. 5. Abgerufen am 22. Mai 2024 (amerikanisches Englisch).
8. ↑   Bill to purchase land in Triangle passed by Senate In: The Evening Star, 15. Dezember 1926, S. 1, 2. Abgerufen am 30. April 2024
9. ↑   Business leaders to visit Harrison In: The Evening Star, 14. Dezember 1926, S. 2. Abgerufen am 22. Mai 2024 (amerikanisches Englisch).
10. ↑   House passes D.C. building plan measure In: The Washington Herald, 16. Februar 1928, S. 11. Abgerufen am 22. Mai 2024 (amerikanisches Englisch).
11. ↑   This week in Washington real estate and building circles In: The Washington Herald, 1. April 1928, S. 13, 14. Abgerufen am 22. Mai 2024 (amerikanisches Englisch).
12. ↑   Southern obtains new building site for offices here In: The Washington Post, 7. März 1928, S. 18. Abgerufen am 22. Mai 2024 (amerikanisches Englisch).
13. 1 2   Southern to rear huge structure In: The Evening Star, 28. März 1928, S. 11. Abgerufen am 22. Mai 2024 (amerikanisches Englisch).
14. ↑   Southern Railroad cornerstone laid In: The Washington Post, 21. Dezember 1928, S. 20
15. ↑  James Dillon, Cecil McKithan: William Aiken House and Associated Railroad Structures Final Nomination. National Park Service, Mai 1981, abgerufen am 22. Mai 2024 (amerikanisches Englisch).
16. 1 2 3  Jackie Spinner:  A storied building; law firm finds historic home, 2. Januar 2002, S. D11 (amerikanisches Englisch).
17. 1 2  Tom Precious:  DC buildings prove fertile for renovation, 21. Februar 1987, S. E01 (amerikanisches Englisch).
18. ↑  Benjamin Forgey:  Classics reborn; Two Washington office buildings, shining anew, 22. Oktober 1988, S. C01 (amerikanisches Englisch).
19. ↑  1500K Street Amenities. In: 1500K Street. Grosvenor Americas, abgerufen am 22. Mai 2024 (amerikanisches Englisch).
20. ↑  Lisa McDuffie:  Grosvenor completes $82m refi of mixed-use at 1500 K Street in Washington In: connectcre.com, Connect Media, 30. August 2022. Abgerufen am 22. Mai 2024 (amerikanisches Englisch).